# Taiwanomyrme
Taiwanomyrme Tsuneki, 1993 — род ос-немок из подсемейства Mutillinae.

## Описание
Китай (Jiangsu, Anhui, Zhejiang), Тайвань. У самцов 13-члениковые усики, у самок — 12-члениковые. Тело в густых волосках. Самка осы пробирается в чужое гнездо и откладывает яйца на личинок хозяина, которыми кормятся их собственные личинки.

## Систематика
Первоначально был выделен японским гименоптерологом K.Tsuneki на основе вида из рода Mutilla. Относится к трибе Petersenidiini Lelej, 1996.
- Taiwanomyrme friekae (Zavattari, 1913) (=Mutilla obscurilamina)